# Conan Whitehead
Conan Ross Whitehead (* 18. Februar 1986 in Gillingham) ist ein englischer Dartspieler.

## Werdegang

### Karrierebeginn bei der BDO
Whitehead begann seine Karriere bei der BDO und nahm im August 2007 mit der Belgium Open an seinem ersten professionellen Darts-Turnier teil, bei dem er in der Runde der letzten 32 landete. Eineinhalb Jahre später sicherte sich der Engländer bei den Kent Open seinen ersten Turniersieg, wofür er sein erstes höheres Preisgeld in Höhe von £1.500 erhielt. Sein Versuch, sich über ein Qualifikationsturnier für die BDO World Darts Championship 2010 zu qualifizieren, scheiterte im September 2009 bereits in der Preliminary Round des Qualifiers. Seine erste Teilnahme am World Masters im gleichen Jahr brachte ihn in die Runde der letzten 72. Es folgten im Laufe des Jahres 2010 kleinere Turniere wie die Turkish Open oder die Antwerp Open, an denen Whitehead teilnahm, bei denen er jedoch früh im Turnierverlauf ausschied.

### Wechsel zur PDC
Im Jahr 2011 wechselte Whitehead von der BDO zur PDC, wo er direkt in seinem ersten Jahr an der UK Open teilnahm. Hier erreichte der Engländer die 2. Runde, in welcher er eine 2:4-Niederlage gegen den Waliser Wayne Atwood kassierte. Bei einer weiteren Teilnahme an den UK Open im Jahr, für die er als Sieger eines Speedy qualifiers teilnahmeberechtigt war, schlug er unter anderem in der ersten Runde Roland Scholten, scheiterte aber letztlich in der Runde der letzten 64 an Mickey Mansell mit 8:9 Legs. Anfang des Jahres nahm Whitehead erfolgreich an vier Turnieren des UK-Wettbewerbs der PDC Qualifying School teil, sodass er eine zweijährige Tour Card für die PDC Pro Tour erhielt. So nahm er mehrere Male an den Players Championship teil, konnte sich jedoch nie bis in die vorderen Runden vorspielen. 2014 gelang ihm außerdem die Qualifikation für die UK Open, jedoch verlor er sein Erstrunden-Spiel. Auch Whiteheads Teilnahmen an Turnieren der Reihe der Players Championship im Jahr 2015 endeten in den früheren Runden.

### Rückkehr zur BDO
Nachdem er sich in der PDC Order of Merit nicht in die vorderen Plätze spielen konnte und kein weiteres Mal and Q-School teilnahm, wechselte Whitehead Anfang des Jahres 2016 zurück zur BDO. Bei den England Open im Juni erreichte Whitehead erstmals seit langer Zeit wieder ein Finale, verlor dieses jedoch gegen Glen Durrant. Zudem erreichte er den geteilten dritten Platz bei den French Open im gleichen Jahr, was die BDO veranlasste, ihn für die Finder Darts Masters einzuladen, wo er jedoch nicht über die Gruppenphase hinaus kam. Es folgte Whiteheads erste Teilnahme an der BDO World Darts Championship 2017. Der Engländer unterlag in der 1. Runde dem Litauer Darius Labanauskas mit 1:3. Bei der BDO World Trophy konnte sich Whitehead an Labanauskas revanchieren, indem er ihn mit 6:5 Legs schlug und ins Viertelfinale einzog, wo er jedoch knapp mit 6:7 Martin Phillips unterlag. Nachdem die Finder Darts Masters für Whitehead ein weiteres Mal nach der Gruppenphase endeten, schaffte er es bei der BDO-Weltmeisterschaft 2018 erstmals ins Achtelfinale, nachdem er den gesetzten Schotten Cameron Menzies mit 1:3 Sets besiegte. Sein Achtelfinalspiel verlor der Engländer anschließend gegen Jim Williams. Überraschend schwach schnitt Whitehead 2018 bei der BDO World Trophy und den World Masters ab. Der Dartspieler kam jedoch bei den Finder Masters im Dezember 2018 erstmals über die Gruppenphase hinaus und erreichte das Viertelfinale, welches er gegen den Turniersieger Glen Durrant verlor. Bei der darauf folgenden Weltmeisterschaft besiegte er im Achtelfinale den Weltranglisten-Ersten Mark McGeeney und erreichte durch den Einzug ins Viertelfinale sein bis dato bestes WM-Ergebnis. Hier unterlag er jedoch dem Ex-Weltmeister Scott Waites mit 3:5 Sätzen.
Bei der PDC Q-School 2021 konnte sich Whitehead trotz Teilnahme an der Final Stage keine Tour Card erspielen.
Im Januar 2023 nahm Whitehead erneut an der Q-School teil, wobei ihm der Einzug in die Final Stage über die Rangliste gelang. Hier belegte er letztlich Platz 10 der Rangliste und damit den ersten Platz, der keine Tour Card mehr erhält. Hätte er am letzten Wettkampftag nicht mitgespielt, hätte er diese jedoch gewonnen, da er wegen einer Legdifferenz nicht Platz 9 wurde. Er spielte daraufhin die Challenge Tour mit und konnte dort ein Turnier gewinnen sowie ein weiteres Viertelfinale erreichen, wodurch er zu mehreren Players Championships nachrückte.
Bei der Q-School 2024 schaffte es Whitehead wieder in die Final Stage, in der er in diesem Jahr allerdings nur einen Punkt für die Rangliste erspielte. Erneut spielte WQhitehead daraufhin die Challenge Tour, wo er wieder ein Viertelfinale erreichte. Außerdem war Whitehead für die UK Open 2024 qualifiziert. Er verlor jedoch sein erstes Spiel mit 4:6 gegen Leonard Gates. Die Challenge Tour Order of Merit schloss Whitehead auf Rang 57 ab.
Somit musste Whitehead bei der Q-School 2025 in der First Stage starten. Hierbei erzielte er zwei Punkte für die Rangliste, was jedoch nicht für eine Qualifikation zur Final Stage reichte.

## Weltmeisterschaftsresultate

### BDO
- 2017: 1. Runde (1:3-Niederlage gegen  Darius Labanauskas)
- 2018: Achtelfinale (3:4-Niederlage gegen  Jim Williams)
- 2019: Viertelfinale (3:5-Niederlage gegen  Scott Waites)

## Titel

### PDC
- Secondary Tour Events
  - PDC Challenge Tour
    - PDC Challenge Tour 2023: 14

## Privates
Whitehead, der hauptberuflich als Maurer arbeitet, ist verheiratet und hat mit seiner Frau zwei Kinder.